# 風伝説 濡れたまんまでイッちゃってTOUR'09
『風伝説 濡れたまんまでイッちゃってTOUR'09』（かぜでんせつ ぬれたまんまでイッちゃってツアー2009）は、2009年10月14日にリリースされた湘南乃風の2枚目の映像作品。発売元はトイズファクトリー。

## 概要
- 約2年半振りのツアー『風伝説 濡れたまんまでイッちゃってTOUR'09』から2009年5月23日に横浜アリーナで行われた公演の模様を収録。
- 特典映像として、2009年6月6日の宜野湾市海浜公園屋外劇場でのライヴ映像を織り交ぜたメンバーインタビューを含めたオフショットを収録。

## 収録映像曲

### DISC-1
- 本編

1. Joker
2. SHOW TIME
3. Rockin' Wild
4. Bombo Claat
5. Real Riders
6. rainy
7. 約束
8. 親愛なる...
9. 2009メドレー（INTRO〜サンクチュアリ〜BABYLON〜HOTTER THAN HOT〜REGGAE MAN〜SAIKOH）〜Mr.Ragga!!
10. ダイヤモンド
11. NO WAY〜悪漢無頼〜
12. Left & Right〜名も無き足跡〜
13. 黄金魂
14. 応援歌
15. 親友よ
16. 恋時雨

### DISC-2
- アンコール

1. 4 THE HARDWAY
2. OH YEAH
3. 覇王樹
4. 曖歌
5. 睡蓮花